# ES Bonchamp
Entente Sportive de Bonchamp Football (phát âm tiếng Pháp: [ɑ̃.tɑ̃t spɔrtɪv də bɔ̃ʃɑmp]; thường được gọi là ES Bonchamp hoặc đơn giản là Bonchamp) là một câu lạc bộbóng đá Pháp có trụ sở tại Bonchamp-lès-Laval trong khu vực de la Loire Pays. Câu lạc bộ được thành lập vào năm 1964 và là một phần của câu lạc bộ thể thao có hơn mười môn thể thao khác. Bonchamp hiện đang chơi ở Championnat de France amateur 2, đội bóng thứ năm của bóng đá Pháp, sau khi thăng hạng từ Division d'Honneur trong mùa giải 2009-10.
Bonchamp lọt vào vòng 1/32 trận đấu 2009-10 Coupe de France, thua 2-0 với đương kim vô địch Guingamp.